# یواس‌اس باگلی (دی‌دی-۱۸۵)
یواس‌اس باگلی (دی‌دی-۱۸۵) (به انگلیسی: USS Bagley (DD-185)) یک کشتی بود که طول آن ۹۵٫۸۳ متر (۳۱۴٫۴ فوت) بود. این کشتی در سال ۱۹۱۸ ساخته شد.